# ماجراهای آقای آبی
ماجراهای آقای آبی یک مجموعه تلویزیونی محصول سال ۱۳۷۶ به کارگردانی نادر خوش‌سیما،  تهیه‌کنندگی زهره کاظمی می‌باشد که از شبکه یک پخش شد.
مجموعه نمایشی طنز که شخصیت اصلی آن آقای آبی هر بار ماجراهایی می‌آفریند و به انتقاد از مسائل اجتماعی، اقتصادی و فرهنگی روز جامعه می‌پردازد.

## بازیگران
- حمید لولایی
- فرهاد شریفیان
- مهران مرادی